# Чистиков, Владимир Юрьевич
Влади́мир Ю́рьевич Чи́стиков (род. 17 мая 1972, Пенза, РСФСР, СССР — 6 октября 2024, вершина Дхаулагири, Непал) — российский музыкант, альпинист, обладатель титула «Снежный барс» (2015).

## Краткая биография
Родился 17 мая 1972 года в Пензе. Окончил факультет радиоэлектроники Пензенского политехнического института. 
Являлся единственным в Пензе обладателем звания "Снежный барс" за покорение пяти высочайших пиков на территории бывшего СССР. 
В Пензе руководил компанией, занимавшейся организацией походов и восхождений различной сложности, был инструктором-проводником по альпинизму и горному туризму, занимался производством музыкальной аппаратуры.
6 октября 2024 года, во время восхождения на вершину Дхаулагири в Непале, погиб в числе пяти российских альпинистов. Тела были найдены на высоте 7.1 километра.